# Conglomerado de cáncer

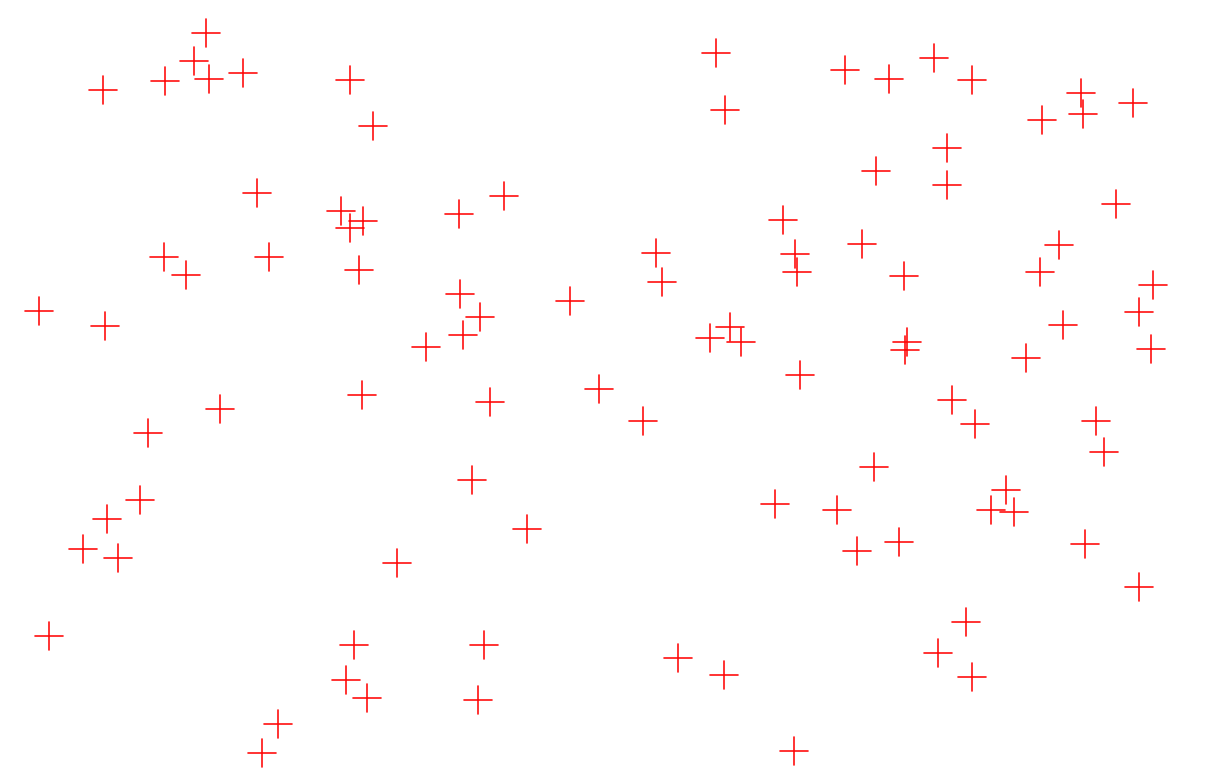
Un ejemplo de aleatoriedad en los datos: estos datos se generan aleatoriamente, pero es fácil suponer que existen patrones al analizarlos. Datos generados en Excel mediante una función rand estándar.

Un conglomerado de cáncer es un grupo de enfermedades en el cual un alto número de casos de cáncer ocurre en un grupo de personas en un área geográfica y población particular durante un período de tiempo limitado.los grupos de cáncer más destacados incluyen: el cáncer de escroto ,el cáncer de piel en los campesinos; el cáncer de vejiga; el cáncer generalmente surgen cuando los miembros del público en general reportan que sus familiares, amigos, vecinos o compañeros de trabajo han sido diagnosticados con el mismo cáncer o alguno relacionado.Los servicios de salud estatales o locales investigan la posibilidad de un grupo de cáncer cuando se presenta una demanda.Con el fin de justificar la investigación de dichas demandas, los servicios de salud llevan a cabo una revisión preliminar.Se recopilarán y verificarán datos sobre: los tipos de cáncer reportados, el número de casos, el área geográfica de los casos y el historial clínico de los pacientes.En este punto, un comité de profesionales médicos examinarán los datos y determinarán si está justificada o no una investigación (a menudo extensa y costosa).En Estados Unidos, los servicios de salud estatales y locales responden cada año a más de 1,000 consultas sobre posibles grupos de cáncer. Es posible que un conglomerado sospechoso de cáncer se deba solo a una casualidad; sin embargo, solo se investigan los grupos que tienen una tasa de enfermedad significativamente mayor estadísticamente a la tasa de enfermedad de la población general.Dado el número de consultas, es probable que muchas de éstas se deban solo a la casualidad.Un problema muy conocido cuando aparecen casos aleatorios de cáncer es interpretar los datos formando grupos que se malinterpretan como un conglomerado. Es menos probable que un conglomerado sea una coincidencia si el caso consiste en un tipo de cáncer, un tipo de cáncer raro o un tipo de cáncer que no suele encontrarse en cierto grupo de edad.Entre el 5% y el 15% de los grupos sospechosos de cáncer son estadísticamente significativos.

## Ejemplos
Algunos de los grupos de cáncer más grandes o más conocidos incluyen :
Al menos 700 casos de carcinoma de células claras causado por la exposición prenatal al dietilestilbestrol en Estados Unidos a mediados de 1900.El incidente de contaminación del agua del Campamento Lejeune en el que se encontraron múltiples productos químicos en el agua potable.Los CCPEEU descubrieron que los infantes de marina situados en la base tenían una tasa 10% más alta de muertes por cáncer que los que estaban situados en otros lugares.